# Georges Hüe

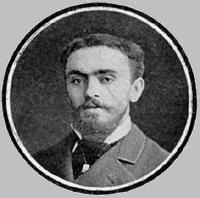
Georges Hüe

Georges Adolphe Hüe (* 6. Mai 1858 in Versailles; † 7. Juni 1948 in Paris) war ein französischer Komponist.

## Leben
Georges Hües Vater war ein angesehener Architekt, der sich seinen Sohn als Nachfolger wünschte. Nach Empfehlung von Charles Gounod, der ein selbstkomponiertes Klavierstück des jungen Georges kennengelernt hatte (ersten Klavierunterricht erhielt er von seiner Mutter), wandte sich dieser jedoch der Musik zu. Auf Unterricht bei Émile Paladilhe folgte ein Studium am Pariser Konservatorium. 1879 erhielt er den renommierten Rompreis. In den folgenden Jahren wurden insbesondere mehrere Opern von Hüe erfolgreich aufgeführt. 1922 wurde er Mitglied der Académie des Beaux-Arts als Nachfolger von Camille Saint-Saëns. Die Académie royale des Sciences, des Lettres et des Beaux-Arts de Belgique (Classe des Beaux-Arts) nahm ihn 1936 auf.

## Werk
Hües kompositorischer Schwerpunkt lag auf Liedern und Bühnenwerken. Stilistisch wurde er stark durch Richard Wagner beeinflusst (Bayreuth, wo er regelmäßiger Gast der Richard-Wagner-Festspiele war, ernannte ihn zum Ehrenbürger). Am ehesten begegnet man heute noch einzelnen Instrumentalstücken (etwa einer Fantaisie und einem Nocturne für Flöte und Klavier) sowie einzelnen Liedern (z. B. dem Frühlingslied À des Oiseaux).
- Le Roe de Paris (1901)
- Titania (1903)
- Le Miracle (1910)
- Dans l Ombre de la Cathedrale (1921)